# Antarktyczna fala okołobiegunowa
Antarktyczna fala okołobiegunowa – fala w zjawiskach oceanicznych i atmosferycznych poruszająca się z prędkością 6–8 cm/s okrążająca Ocean Południowy, wykonująca pełny obrót wokół Antarktydy w ciągu około ośmiu lat. Fala obserwowana jest w następujących zjawiskach: temperatura atmosfery, temperatura wody, ciśnienie atmosferyczne, linia lodu morskiego, przy czym obserwuje się sprzężenie zmian zjawisk atmosferycznych i oceanicznych. Jest to fala o dwóch grzbietach i dwóch dolinach przemieszczająca się w kierunku równoleżnikowym. W każdym ustalonym punkcie przestrzeni sygnał ma okres czterech lat. Fala porusza się na wschód, podczas gdy powietrze jak i woda poruszają się na zachód w Prądzie Wiatrów Zachodnich.

## Historia pojęcia
Mimo obserwowania „fali” w zmianach temperatury, ciśnienia atmosferycznego, lodowców morskich i poziomu oceanu, to aby zjawisko stało się widoczne, surowe dane źródłowe muszą być filtrowane. Ponieważ dane z Oceanu Południowego są dostępne dopiero od 1980, do ujawnienia istnienia fali jest niezbędne przetwarzanie sygnału. Niektórzy klimatolodzy mają wątpliwości co do istnienia tej fali. Inni akceptują jej istnienie, ale twierdzą, że silnie się zmienia w ciągu dziesięcioleci.
Fala może mieć wpływ na okresowość zjawisk pogodowych, szczególnie opadów i susz w południowej części Australii, wpływ fali na pogodę w tym obszarze może być większy wpływ El Niño.
Fala została wykryta jednocześnie przez White'a i Patersona oraz Jacobsa i Mitchela. Od tamtego czasu poglądy na strukturę i mechanizm powstawania fali zmieniły się i poszerzyły: według niektórych informacji, jest teraz postrzegana jako część globalnego południowego falowania El Niño.